# Полуэктова, Дарья Викторовна
Дарья Викторовна Полуэктова (род. 4 марта 1993), в девичестве Балкунец — белорусская легкоатлетка, специалистка по спортивной ходьбе. Выступала за сборную Белоруссии по лёгкой атлетике в 2010-х годах, победительница и призёрка первенств республиканского значения, участница чемпионата мира в Дохе. Мастер спорта Республики Беларусь международного класса.

## Биография
Дарья Балкунец родилась 4 марта 1993 года. Занималась лёгкой атлетикой в городе Слониме Гродненской области, проходила подготовку в местной Специализированной детско-юношеской школе олимпийского резерва и позже в Гродненском областном комплексном центре олимпийского резерва. Тренеры — С. Г. Следь, А. В. Емельяненко, В. Н. Гурская.
Впервые заявила о себе на международном уровне в сезоне 2013 года, когда вошла в состав белорусской национальной сборной и выступила на Кубке Европы по спортивной ходьбе в Дудинце, где на дистанции 20 км заняла 23-е место. Позднее в той же дисциплине финишировала пятой на молодёжном европейском первенстве в Тампере.
В 2014 году на Кубке мира в Тайцане заняла 61-е место в личном зачёте 20 км.
В 2015 году показала 24-й результат на Кубке Европы в Мурсии, одержала победу на чемпионате Белоруссии в Гродно, была пятой на молодёжном европейском первенстве в Таллине.
В 2019 году на соревнованиях в Бресте установила свой личный рекорд в ходьбе на 20 км — 1:32:01. На Кубке Европы в Алитусе стала седьмой и третьей в личном и командном зачётах 20 км соответственно. На чемпионате мира в Дохе показала результат 1:37:42, расположившись в итоговом протоколе соревнований на 14-й строке.
За выдающиеся спортивные достижения удостоена почётного звания «Мастер спорта Республики Беларусь международного класса».